# Assassino de aluguel
Um sicário (ou assassino de aluguel(pt-BR) ou aluguer(pt-PT?), também conhecido como "pistoleiro" ou "matador" no Brasil) é uma pessoa contratada para assassinar um ou mais alvos em troca de dinheiro. São geralmente ligados ao mundo do crime organizado.
Trata-se de um acordo ilegal que inclui alguma forma de pagamento, monetário ou não. Qualquer uma das partes pode ser uma pessoa, grupo ou organização.